# Oggi un Dio non ho
Oggi un dio non ho è un brano musicale scritto da Raf e Beppe Dati e cantata dallo stesso Raf nel 1991.
Con questa canzone l'interprete partecipa al 41º Festival di Sanremo, classificandosi decimo. Il singolo raggiunge la quinta posizione nella classifica dei dischi sanremesi più venduti.
Durante la manifestazione, la canzone viene cantata dall'artista israeliana Ofra Haza in versione inglese col titolo Today I'll Pray, inserita poi nella versione per il mercato italiano del proprio album Kirya del 1992. 
Il brano viene inserito nell'album Sogni... è tutto quello che c'è, pubblicato subito dopo la conclusione della manifestazione, e successivamente nelle raccolte Collezione temporanea e Tutto Raf.